# Nizamabad (distrito)
O distrito de Nizamabad é um distrito do estado indiano de Telanganá. Tem uma área de 7.956 km².
Segundo o censo de 2001, este distrito tinha uma população de 2,342,803 habitantes e uma densidade populacional de 294 habitantes/km².
A sua capital é Nizamabad.